# 若林樹蘭
若林樹蘭（わかばやし じゅらん、2002年9月6日 - ）は、山梨県南部町出身のボートレーサー。129期。登録番号は5228。身長165cm。血液型A型。南部町立南部中学校卒業。同期には西岡顕心、寺田空詩らがいる。師匠は山田亮太。

## 来歴
- 2021年11月、ボートレース平和島で開催された一般戦「BIGFUN平和島杯」でデビュー。初出走は6号艇・6コースから5着。
- 2022年1月13日、ボートレース桐生で開催された一般戦「第28回桐生タイムス杯」で6号艇・6コースからまくり差しを決めて、デビュー14走目で水神祭をあげる。3連単は97番人気で14万6400円[2]。

## 人物・エピソード
- 6人きょうだいの末っ子[3]。
- 学生時代はソフトテニス部、クラブでサッカーと馬術をしていた[1]。
- 実家がかつて養成所があった本栖湖に近いこともあり、小学4年のころに母親の薦めでボートレースを知る。
- 進学先を決める高校2年生のころに本格的にボートレーサーを志し、JRA競馬学校に入学したものの中途退学していた兄の麗と受験。1度目の受験でボートレーサー養成所に合格。兄・麗は不合格となり、132期として入所しデビュー。養成所に入所するため、高校は中退している[3][4]。
- 日刊スポーツの記事によれば、名前の由来は、「両親がそれぞれ自然と、縁起が良く華やかな意味があるという文字を選んだ」ことによる[5]。
- 目標にしている選手は東京支部の濱野谷憲吾[5]。